# Глаттен
Глаттен (нім. Glatten) — громада в Німеччині, знаходиться в землі Баден-Вюртемберг. Підпорядковується адміністративному округу Карлсруе. Входить до складу району Фройденштадт.
Площа — 15,52 км2. Населення становить 2435 ос. (станом на 31 грудня 2020).